# Philadelphia International Cycling Classic
The Philadelphia Cycling Classic, Philadelphia International Championship, USPRO Championships oder Liberty Classic war ein US-amerikanisches Eintagesrennen im Straßenradsport für Männer und Frauen und fand von 1985 bis 2016 in Philadelphia, Bundesstaat Pennsylvania statt.

## Männer
Das Rennen wurde 1985 zum ersten Mal ausgetragen und fand seitdem jährlich im Juni statt. Seit 2005 zählte das Rennen zur UCI America Tour und war bis 2012 in die Kategorie 1.HC eingestuft. Bis 2005 diente das Rennen unter dem Namen „USPRO Championship“ auch als Austragung der nationalen Straßen-Radmeisterschaft. Hierbei durfte jede Nationalität teilnehmen und der beste US-amerikanische Fahrer wurde als Gewinner gewertet und bekam das US-amerikanische Meistertrikot. Seit 2006 findet dafür ein eigenes Meisterschaftsrennen statt. Das Rennen setzte sich aus drei Startrunden mit je 1,6 km, gefolgt von zehn Hauptrunden mit je 23,2 km und drei Finalrunden mit je 4,8 km zusammen. Die Gesamtdistanz betrug 251 km. Das Rennen der Frauen fand auf dem gleichen Kurs statt, gleichwohl wurde nur vier Hauptrunden absolviert. Die Gesamtdistanz betrug hier 92,7 km.
Das Rennen 2013 wurde erst abgesagt und dann von anderen Organisatoren als Rennen der UCI-Kategorie 1.2 ausgetragen. In der Saison 2014 war das Rennen in die UCI-Kategorie 1.1 eingestuft. Das Rennen wurde 2017, nachdem der bisherige Sponsor sich zurückgezogen hatte, aus Geldmangel abgesagt und seitdem nicht mehr ausgetragen.

## Frauen
Das Rennen der Frauen wurde 1994 unter dem Namen Liberty Classic erstmals ausgetragen und fand bis 2012 unter diesem Namen statt. Ab 2013 wurde das Frauenrennen ebenfalls unter dem Namen The Philadelphia Cycling Classic in der UCI-Kategorie 1.2 ausgetragen. 2014 in der UCI-Kategorie 1.1, 2015 als Teil des Rad-Weltcup der Frauen 2015 und 2016 als Teil der UCI Women’s WorldTour 2016 ausgetragen. 2017 wurde das Rennen abgesagt und seitdem nicht mehr ausgetragen.

## Siegerlisten

### Männer
| Jahr                                     | Sieger                | Zweiter              | Dritter            |
| ---------------------------------------- | --------------------- | -------------------- | ------------------ |
| CoreStates USPRO Championships           |                       |                      |                    |
| 1985                                     | Eric Heiden           | Jesper Worre         | Jens Veggerby      |
| 1986                                     | Thomas Prehn          | Jørgen Marcussen     | Doug Shapiro       |
| 1987                                     | Tom Schuler           | Cesare Cipollini     | Roy Knickman       |
| 1988                                     | Roberto Gaggioli      | Dag Otto Lauritzen   | Ron Kiefel         |
| 1989                                     | Greg Oravetz          | Mike Engleman        | Alexi Grewal       |
| 1990                                     | Paolo Cimini          | Laurent Jalabert     | Kurt Stockton      |
| 1991                                     | Michel Zanoli         | Davis Phinney        | Phil Anderson      |
| 1992                                     | Bart Bowen            | Andrzej Mierzejewski | Roberto Pelliconi  |
| 1993                                     | Lance Armstrong       | Gianluca Pierobon    | Graeme Miller      |
| 1994                                     | Sean Yates            | Bruno Boscardin      | Brian Walton       |
| 1995                                     | Norman Alvis          | Maurizio Di Pasquale | Clark Sheehan      |
| 1996                                     | Eddy Gragus           | Roberto Gaggioli     | Fred Rodriguez     |
| 1997                                     | Massimiliano Lelli    | Scott McGrory        | Massimiliano Lelli |
| First Union USPRO Championships          |                       |                      |                    |
| 1998                                     | George Hincapie       | Massimiliano Mori    | Tomáš Konečný      |
| 1999                                     | Jakob Piil            | Brian Walton         | Harm Jansen        |
| 2000                                     | Henk Vogels junior    | Fred Rodriguez       | Nicolai Bo Larsen  |
| 2001                                     | Fred Rodriguez        | Trent Klasna         | George Hincapie    |
| 2002                                     | Mark Walters          | Chann McRae          | Danny Pate         |
| Wachovia USPRO Championships             |                       |                      |                    |
| 2003                                     | Stefano Zanini        | Uroš Murn            | Julian Dean        |
| 2004                                     | Francisco Ventoso     | Antonio Bucciero     | Gordon Fraser      |
| 2005                                     | Chris Wherry          | Danny Pate           | Christopher Horner |
| Wachovia Cycling Series - Philadelphia   |                       |                      |                    |
| 2006                                     | Gregory Henderson     | Iván Domínguez       | Oleg Grischkin     |
| Commerce Bank International Championship |                       |                      |                    |
| 2007                                     | Juan José Haedo       | Matthew Goss         | Bernhard Eisel     |
| 2008                                     | Matti Breschel        | Kirk O’Bee           | Fred Rodriguez     |
| Philadelphia International Championship  |                       |                      |                    |
| 2009                                     | André Greipel         | Gregory Henderson    | Kirk O’Bee         |
| 2010                                     | Matthew Goss          | Peter Sagan          | Alexander Kristoff |
| 2011                                     | Alex Rasmussen        | Peter Sagan          | Robert Förster     |
| 2012                                     | Alexander Serebrjakow | Aldo Ino Ilešič      | Fred Rodriguez     |
| Philadelphia Cycling Classic             |                       |                      |                    |
| 2013                                     | Kiel Reijnen          | Jesse Anthony        | Joey Rosskopf      |
| 2014                                     | Kiel Reijnen          | Jure Kocjan          | Dion Smith         |
| 2015                                     | Carlos Barbero        | Michael Woods        | Toms Skujiņš       |
| 2016                                     | Eduard Prades         | Travis McCabe        | Marco Canola       |
| 2017                                     | Keine Austragung      |                      |                    |

### Frauen
| Jahr                                       | Sieger               | Zweiter              | Dritter                |
| ------------------------------------------ | -------------------- | -------------------- | ---------------------- |
| Liberty Classic                            |                      |                      |                        |
| 1994                                       | Marianne Berglund    | Julie Young          | Deirdre Demet-Barry    |
| 1995                                       | Clara Hughes         | Jeanne Golay         | Jacqueline Nelson      |
| 1996                                       | Petra Rossner        | Jeanne Golay         | Karen Livingston-Bliss |
| 1997                                       | Edita Pučinskaitė    | Rasa Polikevičiūtė   | Karen Kurreck          |
| 1998                                       | Petra Rossner        | Diana Žiliūtė        | Gabriella Pregnolato   |
| 1999                                       | Petra Rossner        | Karen Dunne          | Hanka Kupfernagel      |
| 2000                                       | Petra Rossner        | Diana Žiliūtė        | Vera Hohlfeld          |
| 2001                                       | Petra Rossner        | Anna Millward        | Debbie Mansveld        |
| 2002                                       | Petra Rossner        | Laura Van Gilder     | Deirdre Demet-Barry    |
| 2003                                       | Lyne Bessette        | Lynn Gaggioli        | Judith Arndt           |
| 2004                                       | Petra Rossner        | Gina Grain           | Laura Van Gilder       |
| 2005                                       | Ina-Yoko Teutenberg  | Regina Schleicher    | Laura Van Gilder       |
| 2006                                       | Regina Schleicher    | Ina-Yoko Teutenberg  | Tina Mayolo Pic        |
| 2007                                       | Ina-Yoko Teutenberg  | Regina Schleicher    | Gina Grain             |
| 2008                                       | Chantal Beltman      | Brooke Miller        | Ina-Yoko Teutenberg    |
| 2009                                       | Ina-Yoko Teutenberg  | Joanne Kiesanowski   | Shelley Olds           |
| 2010                                       | Ina-Yoko Teutenberg  | Shelley Evans        | Theresa Cliff-Ryan     |
| 2011                                       | Giorgia Bronzini     | Shelley Evans        | Jennifer Purcell       |
| 2012                                       | Ina-Yoko Teutenberg  | Rochelle Gilmore     | Giorgia Bronzini       |
| Philadelphia International Cycling Classic |                      |                      |                        |
| 2013                                       | Evelyn Stevens       | Joëlle Numainville   | Claudia Häusler        |
| 2014                                       | Evelyn Stevens       | Lex Albrecht         | Lauren Tucker Hall     |
| 2015                                       | Elizabeth Armitstead | Elisa Longo Borghini | Alena Amjaljussik      |
| 2016                                       | Megan Guarnier       | Elisa Longo Borghini | Alena Amjaljussik      |
| 2017                                       | Keine Austragung     |                      |                        |